# Orito
Orito là một khu tự quản thuộc tỉnh Putumayo, Colombia. Thủ phủ của khu tự quản Orito đóng tại Orito Khu tự quản Orito có diện tích 2054 ki lô mét vuông. Đến thời điểm ngày 28 tháng 5 năm 2005, khu tự quản Orito có dân số 24147 người.